# Chusaris
Chusaris is een geslacht van vlinders van de familie spinneruilen (Erebidae), uit de onderfamilie Calpinae.

## Soorten
- C. albipunctalis Rothschild, 1916
- C. angulata Wileman, 1915
- C. dinawa Bethune-Baker, 1908
- C. figurata Moore, 1885
- C. ideoides Hampson, 1891
- C. indigna Wileman & West, 1930
- C. indistincta Rothschild, 1920
- C. macrorhyncha Turner
- C. maculalis Walker, 1866
- C. meterythrina Hampson
- C. microlepidopteronis Strand, 1920
- C. minoralis Walker
- C. nigrisigna Hampson, 1902
- C. nigromaculata Wileman
- C. olearia Bethune-Baker, 1908
- C. opisthospila Turner, 1909
- C. oxygramma Meyrick

- C. paucimaculata Hampson, 1893
- C. puncticilia Hampson, 1891
- C. renalis Moore, 1882
- C. retatalis Walker, 1859
- C. rhynchinodes Strand, 1915
- C. roseolactea Rothschild, 1916
- C. rubricena Hampson, 1912
- C. sordida Wileman & South, 1917
- C. typomelas Krüger, 2005
- C. venata Warren, 1914